# NGC 6612
NGC 6612 est une galaxie lenticulaire compacte située dans la constellation de la Lyre. Sa vitesse par rapport au fond diffus cosmologique est de 6 237 ± 33 km/s, ce qui correspond à une distance de Hubble de 92,0 ± 6,5 Mpc (∼300 millions d'al). NGC 6612 a été découverte par l'astronome américain Lewis Swift en 1886.